# حقن مفصلي

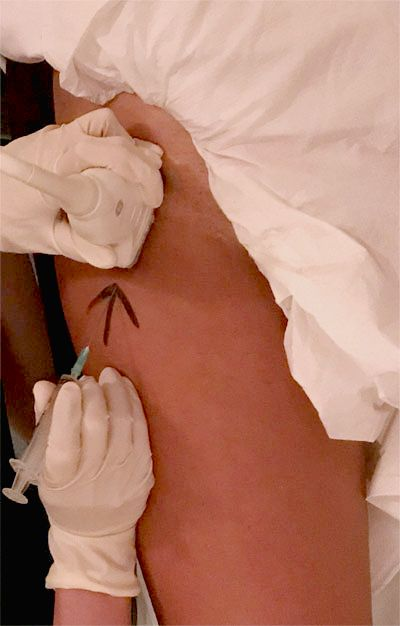

الحقن المفصلي أو الحقن داخل المفصل (بالإنجليزية: joint injection أو intra-articular injection)‏ هي طريقة تستخدم لعلاج أمراض المفاصل الالتهابية مثل التهاب المفاصل الروماتويدي والتهاب المفاصل الصدافي والنقرس والتهاب الوتر والتهاب الجراب ومتلازمة النفق الرسغي والفصال احيانا.
تستخدم أبرة حقن تحت الجلد لإعطاء جرعة الدواء الذي يكون عادة مضاد التهاب، وأكثرها شيوعا الكورتيكوستيرويدات.
بسبب لزوجة حمض الهيالورونيك العالية، فإنه يستخدم أحيانا لاستبدال سوائل الجراب الزليلي.
كما قد تستخدم هذه التقنية لسحب السوائل الزائدة من المفاصل.